# Wartungsklappe

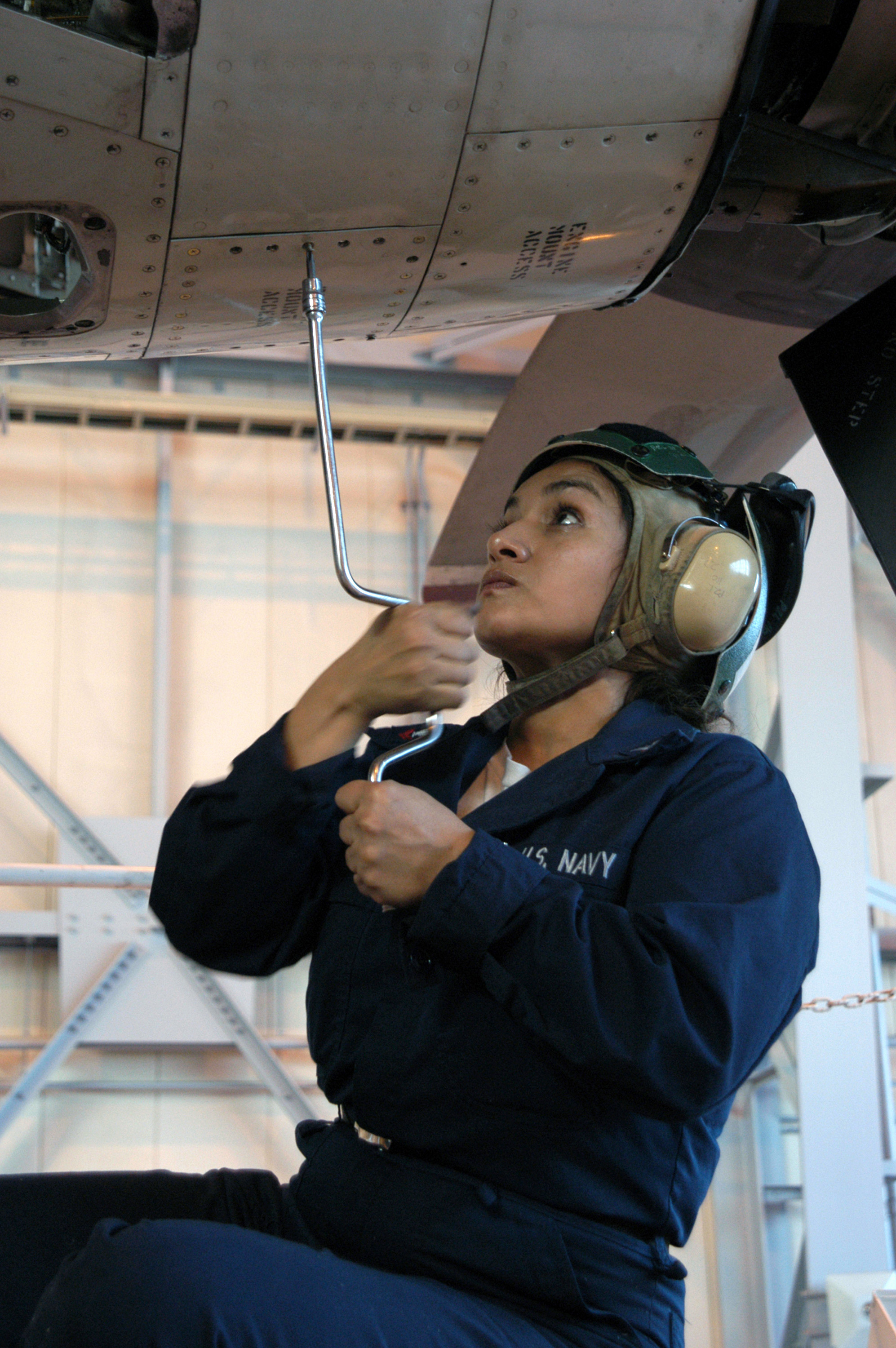
Festschrauben einer Wartungsklappe am Triebwerk eines Orion-Seeaufklärers

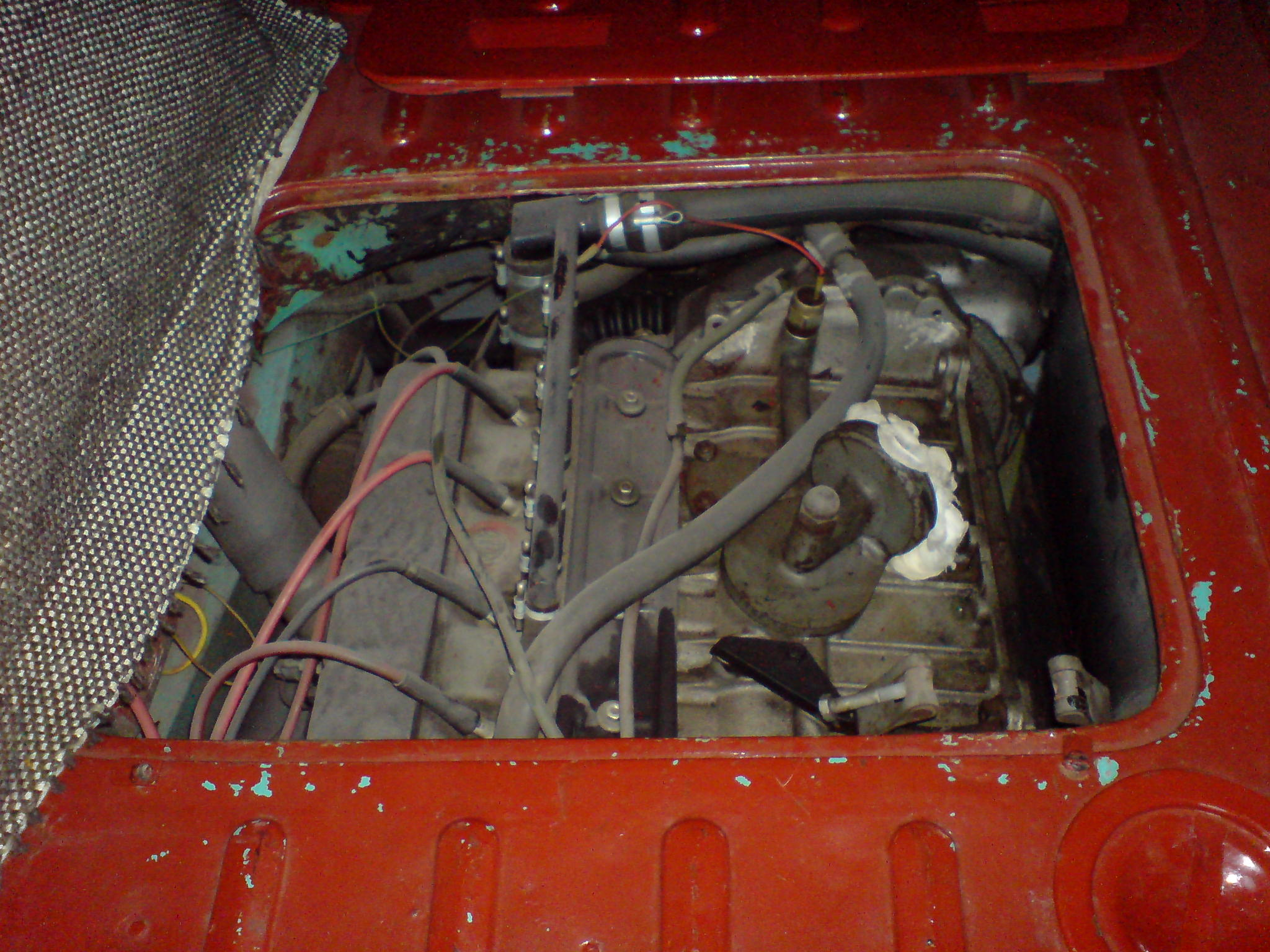
Geöffnete Wartungsklappe zum Heckmotor im Kofferraum eines Škoda 1000

Eine Wartungsklappe oder Revisionsklappe ist eine Klappe, die als Serviceöffnung den sporadischen Zugang zu einem dahinter liegenden Hohlraum zum Zweck der Wartung oder Inspektion ermöglicht. Wenn die Öffnung groß genug ist, um einem Menschen den Durchgang zu ermöglichen, wird das Bauteil auch Wartungstür oder Revisionstür genannt. Die unterschiedliche Bezeichnung als Klappe bzw. Tür in Abhängigkeit von der Begehbarkeit wird nicht einheitlich befolgt, teilweise werden auch kleine Wartungsklappen als Wartungstüren bezeichnet, wenn sie vertikal angeschlagen sind. Umgekehrt wird in manchen Fachgebieten anstelle von „Wartungstür“ auch von "Lukendeckel" oder „Mannloch“ gesprochen (u. a. auch bei druckfesten Verschlüssen). Eine horizontale Wartungsklappe kann auch eine Schachtabdeckung sein.
Wartungsklappen und -türen werden als Bauteile im Verkehrswesen (z. B. in Kraftfahrzeugen, Schienenfahrzeugen, Flugzeugen) sowie im Maschinen- und Anlagenbau verwendet und sind in diesen Anwendungen meist aus Metall gefertigt und rundum verschraubt. Beim Einsatz als Bauteil im Bauwesen (z. B. als Zugang zu Sanitärinstallationen, die durch verflieste Flächen verkleidet sind) werden Revisionsklappen oft mit Scharnier und einem einfachen Vierkantschloss ausgerüstet, durch Magnetverschlüsse gehalten oder mit elastischen Fugendichtmassen verklebt.

## Verkehrswesen und Maschinenbau
Im Maschinenbau gilt der Einsatz von Wartungsklappen mit handbedienbaren Verschlüssen als konstruktive Maßnahme zur Erreichung einer einfachen Wartung. Im Schiffs- und Anlagenbau wird eine für Menschen passierbare, verschließbare Öffnung als Mannloch bezeichnet.
Bei Flugzeugen liegt in der Konstruktion der Hauptaugenmerk auf der Erfüllung der Leistungsanforderungen und einem geringen Gewicht. Umbaute Räume für den Zugang zur Wartung, die nicht dem wirtschaftlichen Zweck des Flugzeugs dienen (z. B. die Passagierkabine in einem Verkehrsflugzeug), sind dementsprechend knapp. Viele Aggregate sind daher nur durch Wartungsklappen erreichbar. Auch Strukturelemente wie Spanten und Bolzverbindungen müssen in regelmäßigen Intervallen auf Risse und andere Schäden überprüft werden. Auch dazu dienen Wartungsklappen. Eine besondere Herausforderung ist die aerodynamische Gestaltung der Fugen und Verschlusselemente von Wartungsklappen an der umströmten Außenhaut eines Flugzeugs. Zur Befestigung werden meist Schrauben mit Senkkopf (Kreuzschlitz, Inbus oder Tri-Wing) verwendet.
Frühe Frontlenker-Lkw hatten teilweise noch keine kippbaren Führerhäuser, vor allem Modelle von Mercedes-Benz. Wegen der dadurch notwendigen vielen Wartungsklappen bekamen sie den Spitznamen „Adventskalender“.

## Bauwesen
Im Bauwesen ermöglichen ortsfeste Wartungsklappen den nachträglichen Zugriff auf Installationen, die durch Oberflächenverkleidungen auf optisch gefällige Art versteckt wurden. Häufig sind Wartungsklappen unter anderem im Sanitärbereich und im Trockenbau. Wartungsklappen und -türen gelten bei gewerblich genutzten Immobilien als Bestandteile einer instandhaltungsgerechten Entwicklung, die langfristig zu geringeren Kosten führt.
Im Sanitärbereich werden Wasserleitungen, Zuflüsse, Abflüsse und Abwasserleitungen in Hohlräumen verborgen, so zum Beispiel im umbauten Sockel einer Badewanne oder als Vorwandinstallation. Diese Flächen werden verfliest, was im Falle einer vermuteten Undichtigkeit den Zugang erschwert. Eine verflieste Wartungsklappe ermöglicht den Zugang, ohne den optischen Eindruck merklich zu stören. Wartungsklappen für verflieste Wände werden in Abmessungen angeboten, die das Fliesen in den Standardformaten ohne Zuschnitt erlauben. Wartungsklappen in Fliesenwänden können alternativ zur Öffnung mit Scharnier und Schloss auch als Fliesenrahmen ausgeführt werden, der mittels Silikonfuge eingefügt wird. Sollte ein Öffnen nötig werden, wird die Silikonfuge aufgeschnitten und kann danach erneuert werden. Damit die Klappe beim Öffnen dann nicht herausfällt, werden diese oft mit kleinen Magneten gesichert. Revisionstüren und -rahmen werden nach DIN 18381 (VOB Teil C: ATV Gas-, Wasser- und Entwässerungsanlagen innerhalb von Gebäuden) ausgeschrieben.
Auch im Trockenbau entstehen schwer zugängliche Hohlräume (z. B. abgehängte Decken), die dennoch auf Schimmel- oder Schädlingsbefall geprüft werden müssen oder bei denen der Zugriff auf die Versorgungstechnik (z. B. Elektroinstallationen oder Wasserleitungen) nötig ist. Eine Wartungsklappe ermöglicht dies. Wartungsklappen im Trockenbau werden entweder in Stahlblech oder Leichtmetall ausgeführt oder nehmen als Rahmen das gleiche Plattenmaterial wie der Rest der Trockenbaukonstruktion auf, z. B. Gipskartonplatten. Dies ermöglicht die gleiche Gestaltung für Wand und Klappe, zum Beispiel Spachteln und Anstreichen.
Durch anspruchsvolle Architektur wie Doppelfassaden können Toträume entstehen, die dennoch für Wartung und Reinigung zugänglich sein müssen. Wenn diese Räume für das Publikum sichtbar sind, ist ein Zugang für die Reinigung unerlässlich. Ein nachträglicher Einbau einer Wartungstür kann zu hohen Kosten führen, wie im Fall des Berliner Kaufhauses Galeries Lafayette, wo der auf der Spitze stehende Glaskegel im Inneren des Gebäudes ursprünglich keine Wartungstür hatte, jedoch durch hineingeworfene Gegenstände regelmäßig verschmutzt wurde.